# Кодацький острів

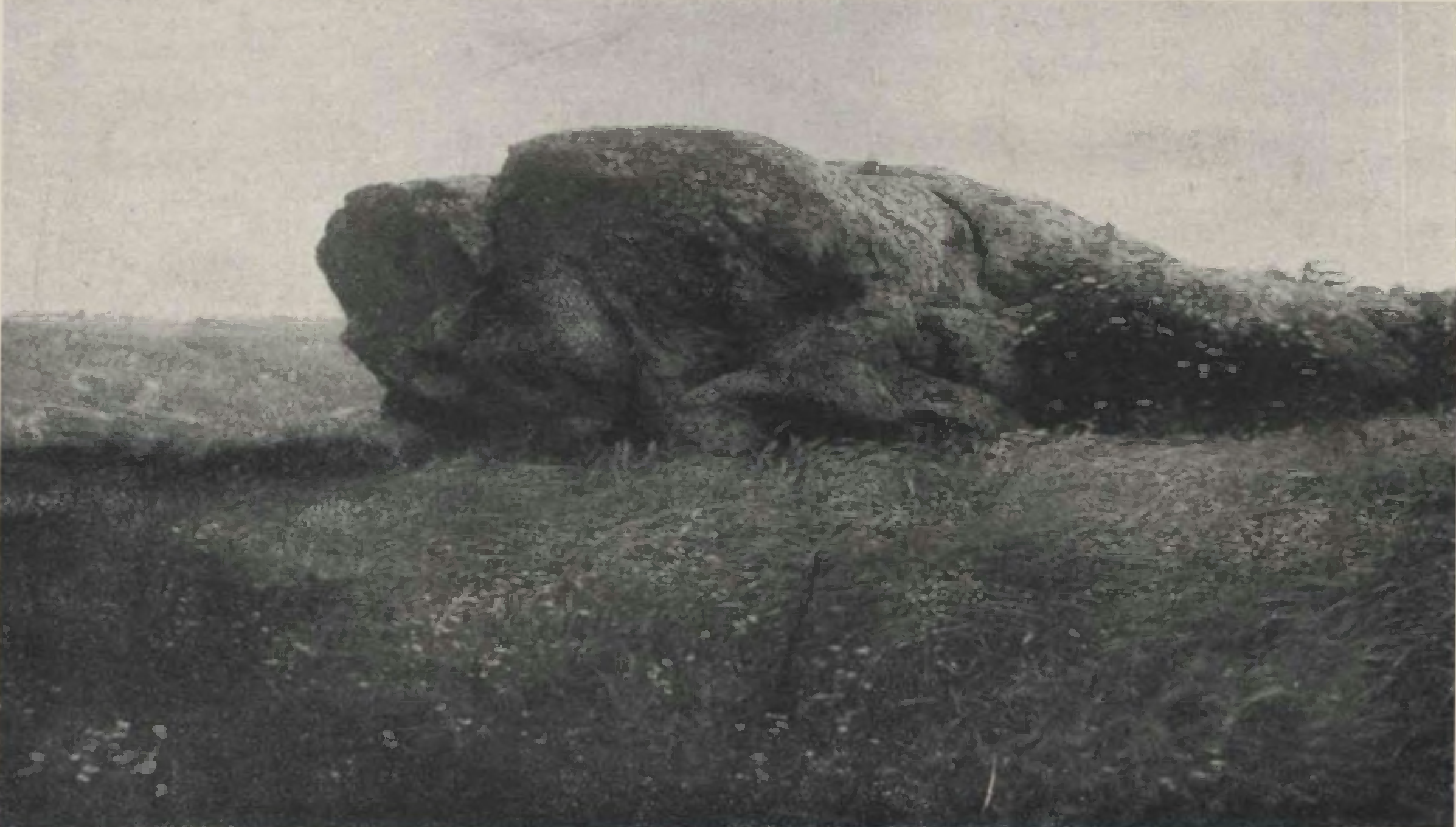
«Острів Кодачок». (Світлина з книжки Яворницького «Дніпрові пороги».)

Кодацький острів, Кодачок, Кодачек, Козачківський, Козацький, Пороховий, Індри — острів біля правого берега Дніпра у Дніпровському районі Дніпропетровської області, навпроти села Старі Кодаки.
Острів Кодацький розташовано нижче за течією Лоцманської Кам'янки, біля правого берега Дніпра, навпроти балки Нижньої Сажавки (або Сажівки). Невеликий, скелястий, ніколи не затоплюваний весняною водою.
За однією з версій на острові розташовувалась фортеця Арта  — столиця Артанії, однієї з трьох східнослов'янських протодержав, описаних арабським мандрівником Аль Масуді.

## Назви
Він згадується Бопланом під назвою Козацький: «Він безлісний, з самих скель, кишить гадами».
На «Плане реки Днепра» Арапова 1780 року на місці теперішнього острова Кодацького, або Кодачка, стоїть острів «Казацкой»; за виміром він має приблизно 1/2 верстви завдовжки і 100 сажнів завширшки.
За часів Дмитра Яворницького старожили Старого Кодаку називали його Козачківським.
Інша назва острову — Пороховий, бо тут були російські державні сховища пороху. Вони були зведені російським урядом перед 1-ю світовою війною й складалися власне зі сховищ, комори й житла для сторожі.

## Археологія

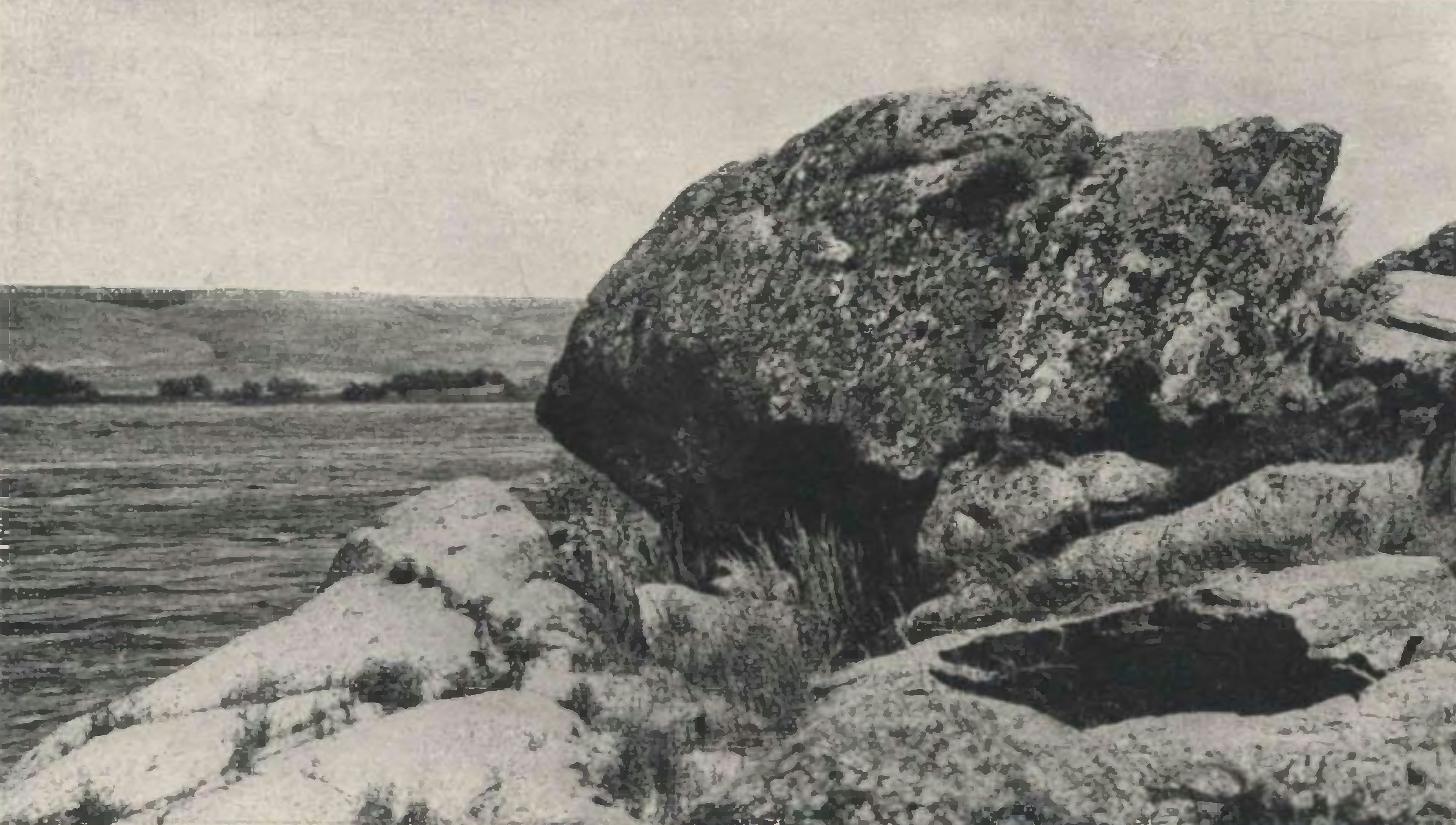
«Острів Кодачок». (Світлина з книжки Яворницького «Дніпрові пороги».)

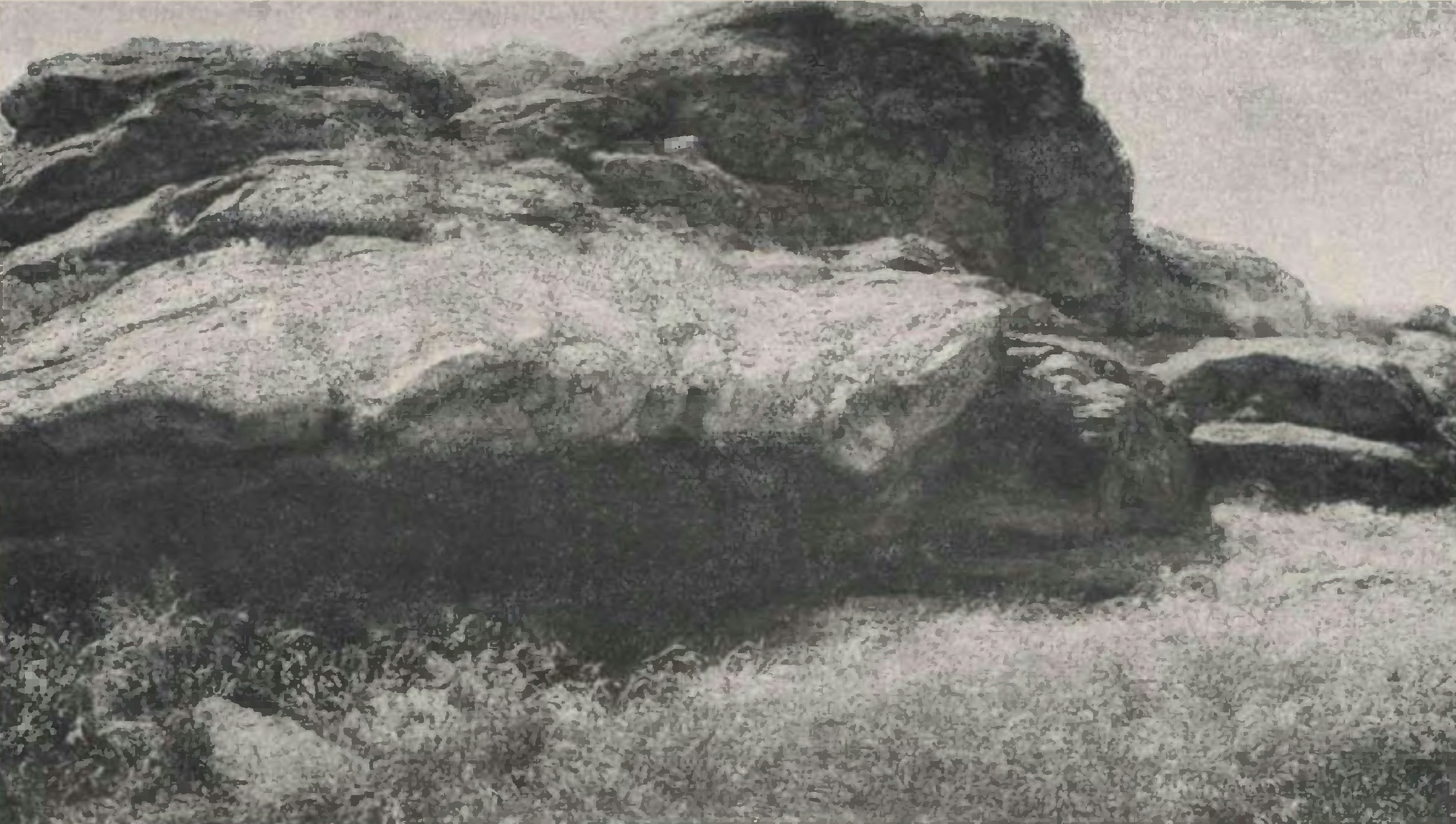
«На острові Кодачкові». (Світлина з книжки Яворницького «Дніпрові пороги».)

За висловом Яворницького Кодацький острів є це «цілим музеєм різної старовини, бо він був увесь укритий людськими кістками, кам'яними сокирами, молотками, старовинною зброєю різних епох. З будівництвом порохових сховищ було знищено багацько старовини».
Археологи виявили дві стоянки кам'яної доби.
- Перша — на верхній, горішній частині острова. Там гранітові скелі цілком укриті культурним шаром темного кольору, з чисельними черепашками unio pictorum, різними черепками посуду, кременю, кісток ссавців та риб давньої й нової кам'яної доби. В підсипці комори порохових сховищі, навіть знайдено цілий посуд тієї ж доби. Ця стація дуже велика, і в ній збереглося не одне місце цілком незаймане, де можна робити розкопи.
- Друга стація на розі острова, при самому березі, проти середньої частини Дніпра. Там знайдено велику ґулю кременю, доказом чого є те, що тут була майстерня людини кам'яної доби. Також тут знайдено черепки посуду пізніших епох.

Пам'ятка містить поселення Середньостогівської культури, у якому знайдено уламки розписного посуду трипільської культури періоду BI (бл. 44 ст. до н. е.). Аналогічну кераміку було знайдено у трипільському поселенні Сабатинівка I, але й там вона була імпортована з території на захід від Південного Бугу.
Ймовірно, що кожний другий камінь на острові має козацьку піктограму козацьких символів, написів. Є «камінь Сірко» та рельєф змії.
На заході острову гранітний олійний маяк з висвердлюваною циліндричною відтулиною у центрі з ґарува́ннями на одній з граней.
Гранітне ліжко вилощене давніми людьми та козаками, що спали на ньому.